# Andriejewo (stacja kolejowa)
Andriejewo (ros. Андреево) – stacja kolejowa w miejscowości Andriejewo, w rejonie kiriskim, w obwodzie leningradzkim, w Rosji. Położona jest na linii Wołchow – Czudowo.